# Avast (компания)
Avast Software (до 1 июня 2010 года — Alwil Software) — чешская компания, основанная в 1988 году и разрабатывающая программное обеспечение в области информационной безопасности. В августе 2021 года было объявлено о планах по слиянию антивирусов Norton и Avast и в сентябре 2022 года компания Gen Digital (в то время NortonLifeLock) купила Avast за 8 миллиардов $.

## История
ALWIL Software начали свою работу ещё в 1988 году, но официально была зарегистрирована 21 апреля 1991 года как объединённое товарищество. Вначале в штате фирмы насчитывалось лишь 5—6 сотрудников. На раннем этапе своего существования помимо разработки антивирусных программ фирма работала над инструментами для локализации и системами резервного копирования данных.
Одним из первых успешных проектов фирмы стало создание SUP (централизованной системы слежения), которой пользовались Чешская почта и Пражский метрополитен. Специалисты компании вскоре сосредоточились на создании программного продукта под названием «Anti-virus — Advanced Set». Позже это название было сокращено до «avast!» и начиная с 1995 года фирма работает только над антивирусными продуктами.
Вскоре антивирус Avast стал одним из самых популярных антивирусов в мире (занимает 8-е место по версии TopTenReviews и набрал 3,9 звезды на ConsumerAffairs) и главным программным продуктом, разрабатываемым фирмой. В связи с этим в июне 2010 года фирма переименовалась из ALWIL Software в AVAST Software.
В 2016 году AVAST Software приобрела конкурирующую компанию AVG Technologies за 1,3 млрд $ для усиления своих позиций на рынке интернета вещей и расширения своей пользовательской базы.
В июле 2017 года компания Avast объявила о покупке Piriform.
В настоящий момент штат фирмы состоит из сотни специалистов. Из первого состава трое работают в компании до сих пор: это её основатели Эдвард Кучера и Павел Баудиш, а также Максим Дорощенков — первый сотрудник. Изначально продукты были доступны только на чешском языке, но на текущий момент продукты локализованы и переведены почти на 40 языков. Продукты получили различные награды.

### Уход из России
В начале марта 2022 года компания, как и её владелец Gen Digital, присоединилась к бойкоту России и Белоруссии. Она ушла с рынка этих стран, а своим подписчикам из Украины предоставила бесплатное продление лицензий.
29 января 2024 года компания заблокировала доступ к своим продуктам на рынке России и Белоруссии и отключила пользователей из этих стран от своих сервисов (включая Piriform который известен по продукту CCleaner), в том числе пользователей с оплаченными подписками и не вернула подписчикам денежные средства.